# Haldībāri
Haldībāri är en ort i Indien.   Den ligger i distriktet Koch Bihār och delstaten Västbengalen, i den östra delen av landet, 1 200 km öster om huvudstaden New Delhi. Haldībāri ligger 76 meter över havet och antalet invånare är 14 099.
Terrängen runt Haldībāri är mycket platt. Runt Haldībāri är det tätbefolkat, med 947 invånare per kvadratkilometer. Det finns inga andra samhällen i närheten. Trakten runt Haldībāri består till största delen av jordbruksmark.